# Movila lui Burcel
Movila lui Burcel este o arie naturală de interes național ce corespunde categoriei a IV-a IUCN (rezervație naturală de tip floristic), situată în județul Vaslui, pe teritoriul administrativ al comunei Miclești.

## Localizare și istoric
Aria naturală se află în Podișul Central Moldovenesc, în apropierea râului Vaslueț, la o altitudine de 390 de metri în partea nordică a județului Vaslui și cea nord-vestică a satului Miclești. În teritoriul rezervației se află situl istoric Movila lui Burcel, dar și Mănăstirea „Sfinții Împărați Constantin și Elena”
„Tradiția despre Movila lui Burcel nu poate fi altceva decât povestea culeasă de la un urmaș al familiei boierilor Purcel, care stăpâneau în zona Codăieștiului și a căror nume a fost transformat, la jumătatea secolului al XIX-lea, în Burcel. Constantin Chiriță în Dicționarul geografic al județului Vaslui precizează că despre această movilă se povestește în localitate(probabil în fostul sat Burcelul, care din 1896 a fost înglobat în Codăiești)”. Despre familia Purcel s-a scris mult, începând cu prezentarea de către Ion Neculce în „O samă de cuvinte”, a informației culese de el de la unul dintre membrii familiei de pe Valea Vasluiețului. S-a constituit în sec. al XX-lea o literatură critică în disputa cu privire la caracterul povestirilor din „O samă de cuvinte”. Unii cercetători au considerat aceste texte ca legende, legende populare, simple legende istorice, adică prelucrări ale tradiției folclorice.

## Descriere
Rezervația naturală cu o suprafață de 12 hectare a fost declarată arie protejată prin Legea Nr.5 din 6 martie 2000 (privind aprobarea Planului de amenajare a teritoriului național - Secțiunea a III-a - zone protejate) și reprezintă o zonă (deal, pajiști) de un deosebit interes botanic, datorită speciilor floristice rare care vegetează în stratul ierbos.

## Floră

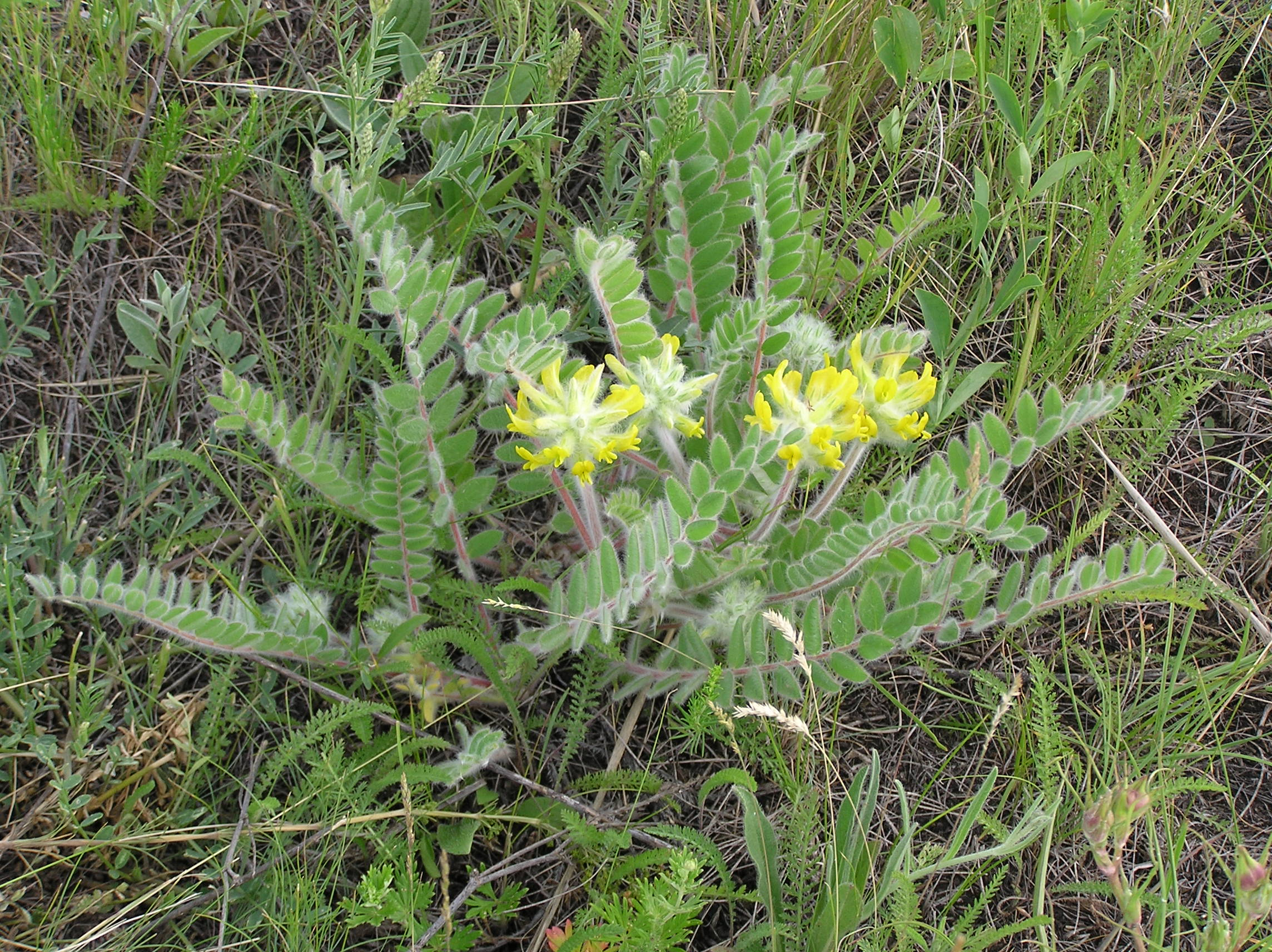
Zăvăcustă (Astragalus dasyanthus)

„Flora din rezervația Movila lui Burcel cuprinde un număr de 290 plante, majoritatea fiind specii xerofite și mezoxerofite, ceea ce indică un climat arid. Regimul precipitațiilor este de valoare medie.”
La nivelul ierburilor sunt întâlnite mai multe elemente floristice, printre care: specia de sipică Cephalaria uralensis, rușcuță (Adonis x hybrida), rățișoare (Iris pumila), zăvăcustă (Astragalus dasyanthus), hajmă păsărească (Allium flavum), o specie de ai sălbatic (din genul Allium moschatum), didiței (Potentilla montana), târtan (Crambe tataria), buruiana talanului (Adonis volgensis), vinetele (Centaurea marschalliana), aglică (Filipendula vulgaris), salvie (Salvia nutans), cioroi (Inula salcina), șerlai (Salvia aethiopis), păiuș (Festuca valesiaca) sau brăndușa (din genul Crocus renticulatus).

## Căi de acces
- Drumul național (DN24) - Vaslui - Moara Domnească - Văleni - Solești - Satu Nou, după intersecția cu drumul județean (DJ244E - care duce spre satul Miclești), pe partea stângă se ajunge în rezervație.

## Galerie foto

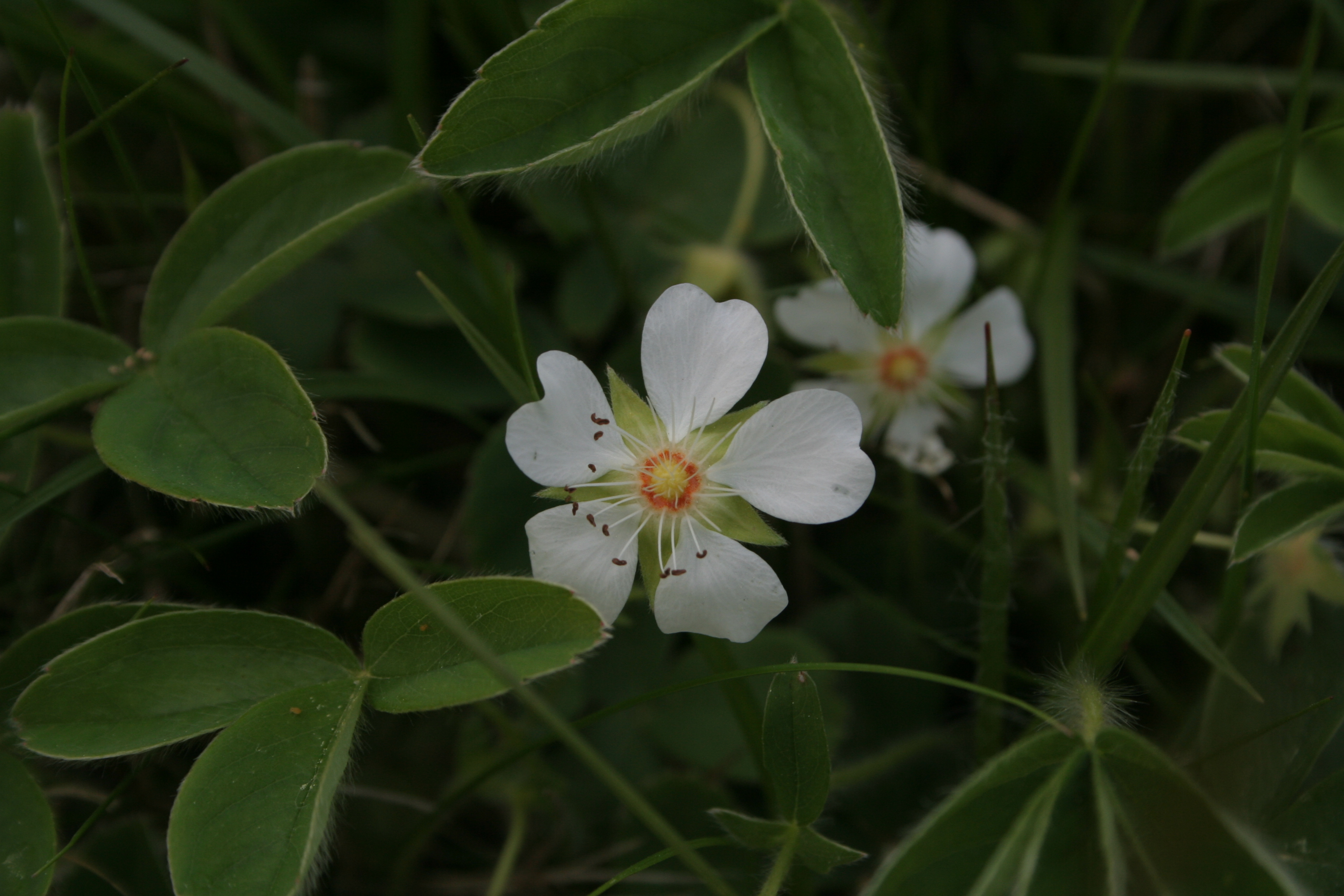
Didiței (Potentilla montana)
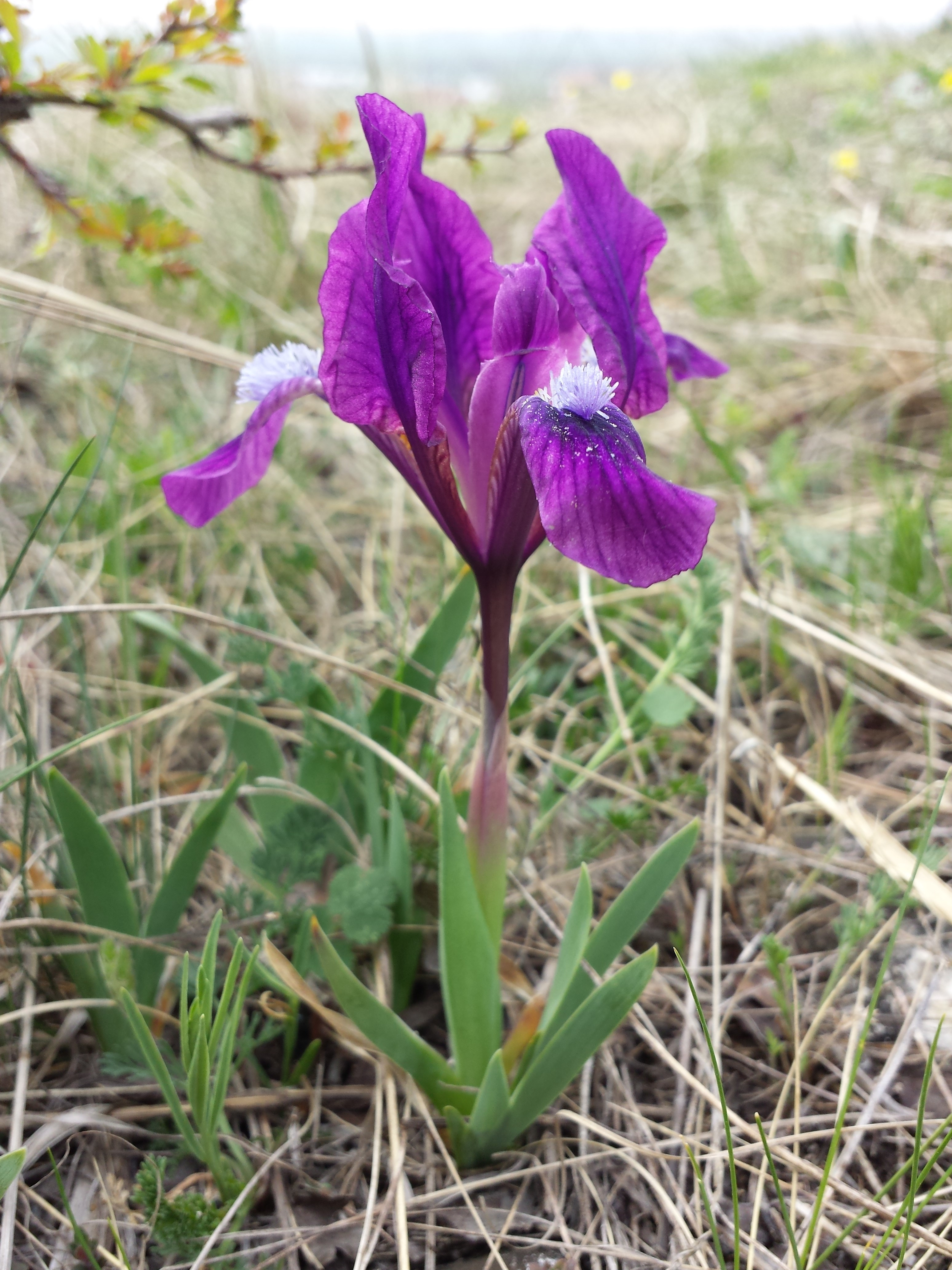
Stânjenel de stepă (Iris pumila)
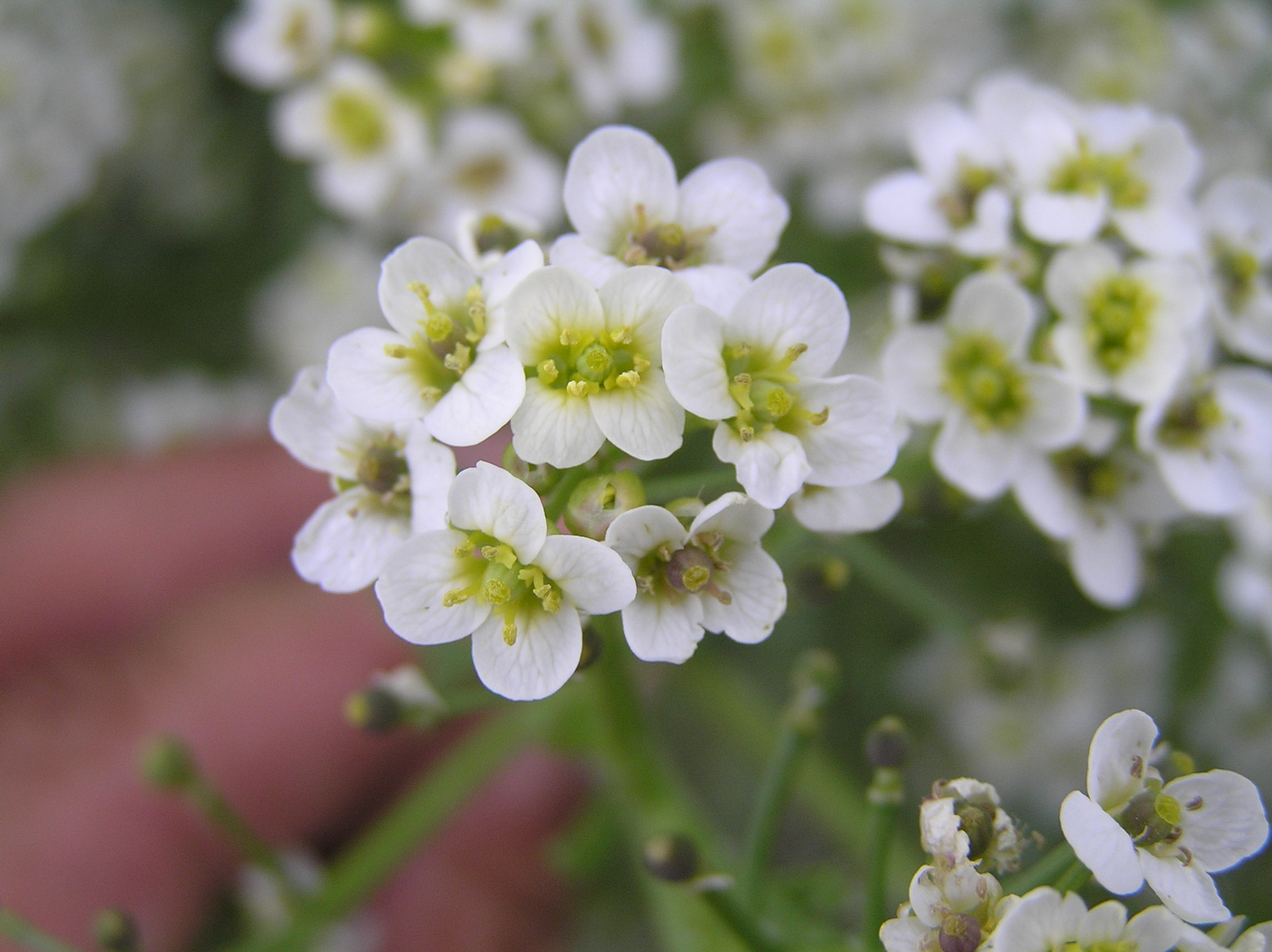
Târtan (Crambe tataria)